# Еберсбах (Саксонија)
Еберсбах (њем. Ebersbach/Sa.) град је у њемачкој савезној држави Саксонија. Једно је од 59 општинских средишта округа Герлиц. Према процјени из 2010. у граду је живјело 8.321 становника. Посједује регионалну шифру (AGS) 14626080.

## Географски и демографски подаци
Еберсбах се налази у савезној држави Саксонија у округу Герлиц. Град се налази на надморској висини од 382 метра. Површина општине износи 14,9 km². У самом граду је, према процјени из 2010. године, живјело 8.321 становника. Просјечна густина становништва износи 559 становника/km².

## Међународна сарадња
| Мјесто | Држава    | Врста сарадње | Од    |
| ------ | --------- | ------------- | ----- |
|        | Француска | контакт       | 1991. |
|        | Чешка     | контакт       | 1986. |
| Извор  |           |               |       |